# 景泰藍

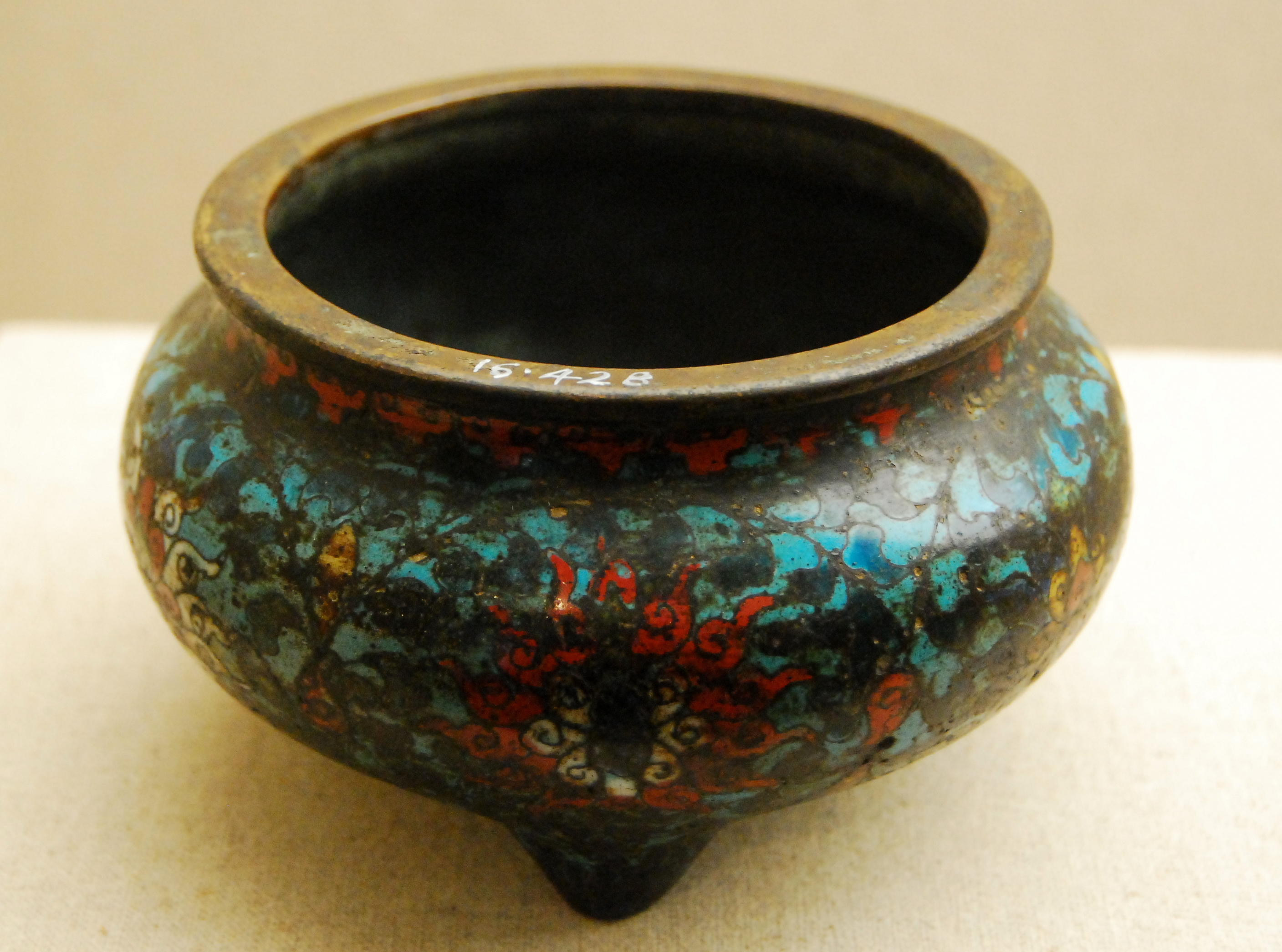
景泰款三足爐，首都博物館藏，較為可信的景泰年間實例

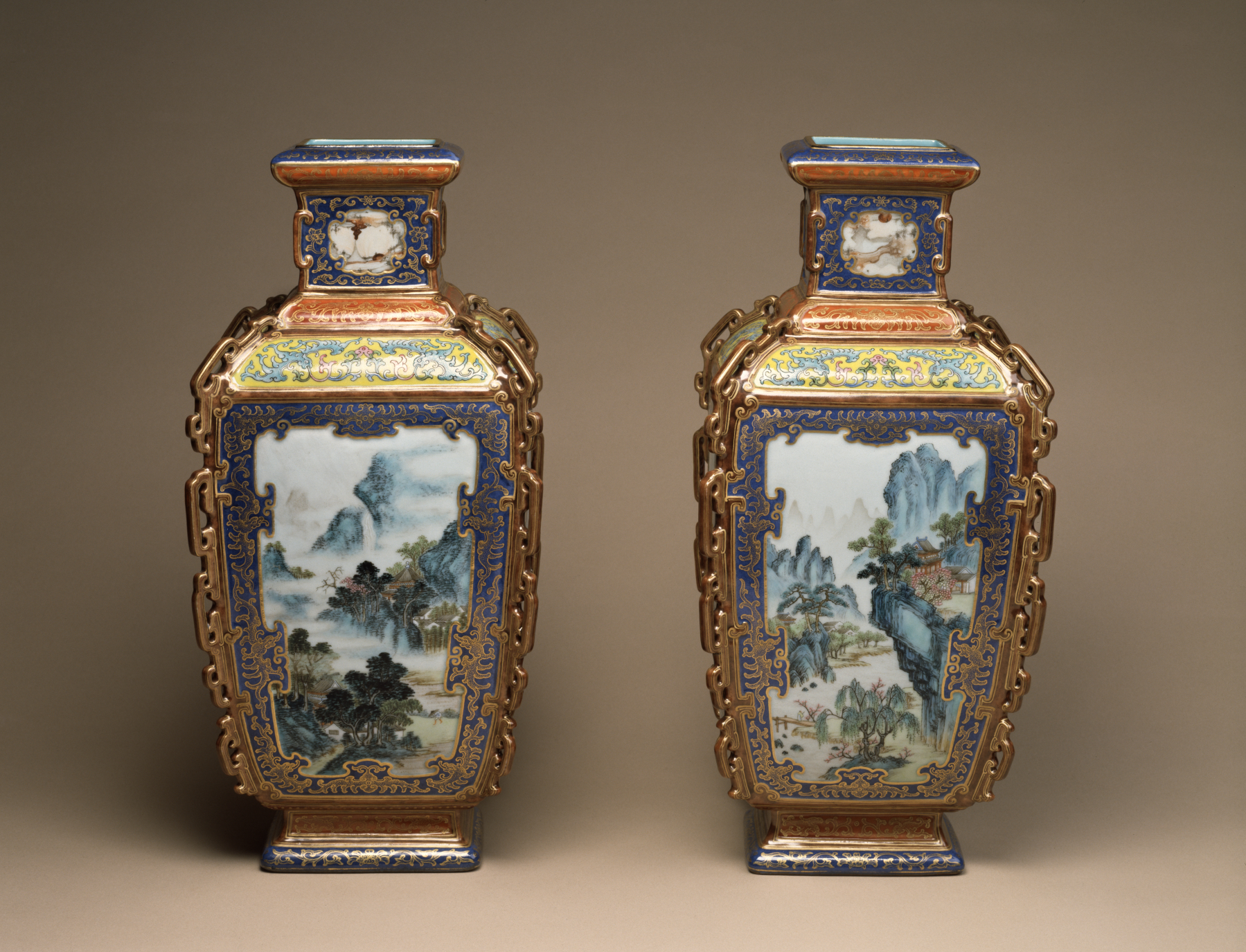
景泰藍山水雙瓶

景泰藍，學名銅胎掐絲琺瑯，又稱燒青，是金屬胎嵌搪瓷工藝在中國衍生出來的一個獨立品種。世傳此物大行於景泰年間，晚清古董行沿用此說，命名為「景泰琺瑯」或「景泰瑯」。後來又因其所用搪瓷釉料多為月藍色，且「瑯」「藍」音近，訛變為「景泰藍」。
製作景泰藍時，要先將掐製成所需形狀的扁銅絲銲接在銅胎上，在據此劃分而成的空格內填入各種顏色的琺琅漿，後經焙燒成型。
景泰藍長期祇在宮廷監管下製作，19世紀其技藝流入民間，成為“燕京八絕”之一，並且逐漸擴散至各地，一度成為重要的手工業。但是由於工藝繁瑣、成本很高，各地景泰藍又紛紛消失，現主要產地是中國北京、深圳。其中北京景泰藍被列入中國國家級非物質文化遺產。
叶圣陶曾作《景泰蓝的制作》一文，被收录至高中语文教科书。

## 特色

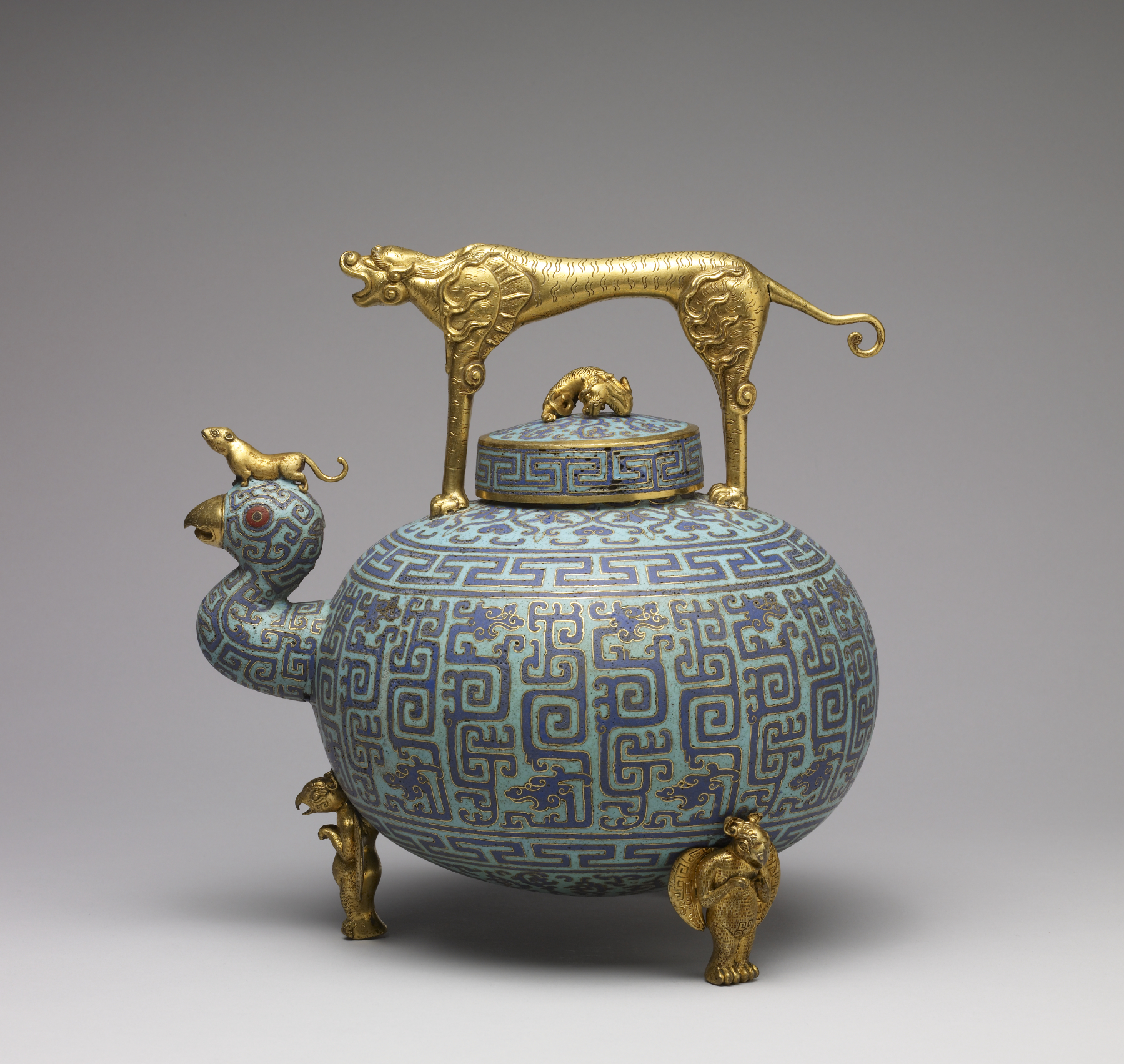
清中期景泰藍倣古提梁盉，華爾特美術館藏

景泰藍屬於琺琅器，也可歸入金屬器，但是經常被錯誤地歸入瓷器。
精美的景泰藍製品必須是色彩潤澤鮮明，胎骨厚重堅實，搯絲整齊勻稱以及鍍金燦爛光亮。景泰藍的釉料非常多種，不過最常用的還是天藍（淡藍色）、寶藍（青金石色）、紅（雞血色）、淺綠（草綠色）、深綠（菜玉色，有半透明感）、白（車渠色）、葡萄紫（有玻璃質感的紫晶色）、紫紅（玫瑰色）、翠藍（介於天藍和寶藍之間，色澤亮麗）這幾種顏色。

## 歷史

### 琺琅工藝來源
金屬胎嵌琺琅，法語通稱Cloisonné，意為分割搪瓷釉料的矮牆，也就是景泰藍銲接在銅胎上的扁銅絲。該工藝起源古代西亞地區，公元前19世紀已經有古埃及法老以此製作項鏈，通常與寶石鑲嵌並用。東羅馬帝國更是將這項工藝發揮到極高的地步，不僅創制了多種新顏色，而且與貴金屬加工技術相配合，在分割釉料的銅絲上大做文章。

### 中國發展

#### 元代
據信，金屬胎嵌琺琅於元代引入中國，而存世器屢經拼接改制，均不能保持原貌。北京故宮作為全世界最大的琺琅器收藏機構，於1991年依照器物類型學的方法，排列出從元代到民國的器物發展順序，為斷代提供了一定的依據。
元代存世品十分罕見，幾乎全部收藏於兩岸故宮。其製品無款或後改款，多以纏枝蓮為主題紋飾：盛開的花朵飽滿舒展，以小花苞陪襯；枝葉肥厚，伸展自如，佈局得當。雖然工藝乃至纏枝蓮紋樣最初都來自西亞，但是整體設計已經完全內化為中華樣式，沒有絲毫不妥之處。此外偶爾可見葡萄紋樣，構圖對稱。
這一時期器物的最大特點在於琺瑯的質地，很多釉色有水晶般的透明感，尤其是葡萄紫、草綠、絳黃等幾種顏色似用進口琺瑯釉料燒造，色相獨特，為後代所未見。
此時工藝水平很高，不惜工本，掐絲線條奔放有力，鎏金的金層很厚。

#### 明清時代
明代存世品雖然較元代為多，但是依然十分珍貴，其中具紀年款識的有宣德、景泰、嘉靖、萬曆四朝，尤以景泰為最，但是多不可信，其餘三朝可信度則較高。
故宮之外，在大英博物館及蘇黎世里特貝格博物館分別藏有一尊宣德款雲龍紋大罐，原為一對，頸部有「大明宣德年製」鎏金楷書款，是早期器物的罕見實例。通過與同時代瓷器、漆器對比，可見宣德製品造型周正，紋樣大方又不失變化，款識無論鑄造或鐫刻皆字體剛勁有力。釉料顏色豐富，色澤如寶石般奪目，可能與當時海上貿易發達、海外物料易得有關；因此開始應用暈染技法，色階變得豐富。

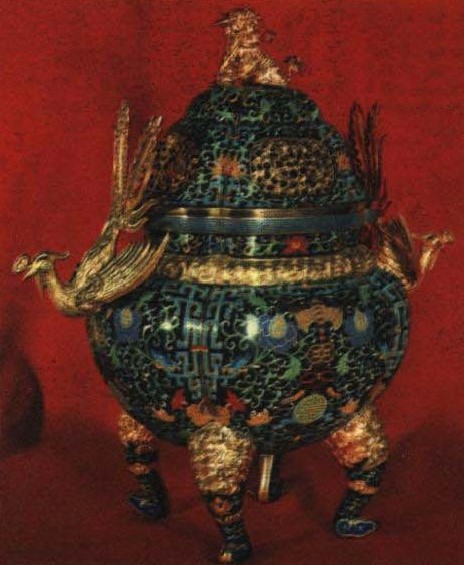
1963年的景泰蓝香炉

明清两代，御用监和造办处均在北京设有专为皇家服务的珐琅作坊，技艺从成熟走向辉煌。景泰藍長期祇在宮廷監管下製作，19世紀其技藝流入民間，成為“燕京八絕”之一，並且逐漸擴散至各地，一度成為重要的手工業。

#### 現代
由於景泰藍工藝繁瑣、成本很高，又民國以来，社会动荡不安，景泰蓝技艺曾一度衰微。1949年后，因中國採取积极的保护扶持政策和台灣倡導中華文化復興運動，使这一古老技艺得以恢复和发展。

## 製作過程

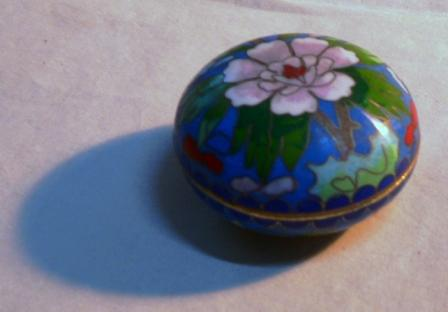
景泰蓝的印泥盒

景泰藍的製作過程複雜，從技術方法來說，可分為：製胎、掐絲、燒焊、點藥、燒藍、磨光和點金。

### 製胎
製胎在乾隆以前以青銅鑄造，耗時較長，精度較高，擅於塑造形體。乾隆時期改為用紫銅（純銅）捶揲成型，故而又稱打胎，大大節省了銅的消耗。

### 掐絲
用鑷子將壓扁的細銅絲掐、掰成各種精美的圖案花紋，常見的圖案如花紋、雲紋、幾何紋、人物或動物紋等；然後再使用白芨（一種植物，可製成植物性膠水）或是焊劑將之粘附在銅胎上，然後篩上銀焊藥粉。

### 燒焊
使用900度的高溫焙燒，將銅絲花紋牢牢地焊接在銅胎上。

### 點藥（點藍）
琺瑯是用鉛丹、硼酸鹽、玻璃粉等原料化合熔製而成的不透明或半透明的光澤物質，它加上不同的氧化金屬，就變成不同顏色的琺瑯，也就是琺瑯彩。熔製成的琺瑯冷卻後，變成固體，在填用之前，再磨成細粉，摻水調和。將琺瑯色粉加入溶劑中，調出不同顏色的釉藥，依照紋絲輪廓用金屬小鏟把各種琺瑯釉料填入絲紋空隙中，先點地、次點花、再點藍、後加亮白。

### 燒藍

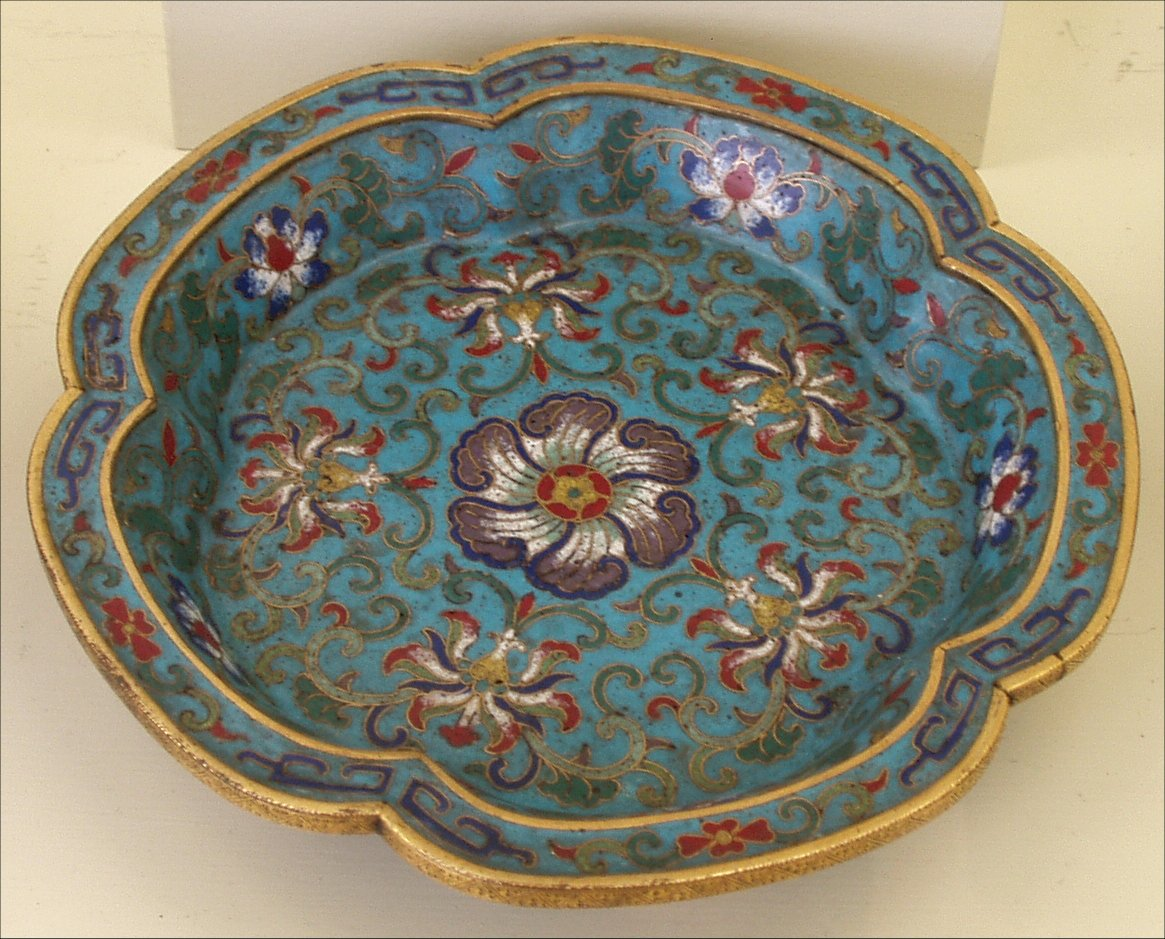
清朝制作的景泰蓝盘

入窯焙燒，使用800-1000度的高溫燒熔，將粉狀釉料熔化。因為焙燒之後琺瑯釉藥的體積會比原來的縮小1/3左右，為了使器面不會凹凸不平，需要用同樣顏色的琺瑯多次填充。如此反復兩次至三、四次的上釉焙燒，才能將釉面與銅絲相平而毫無凹坑。

### 磨光
將焙燒好的器物放入水中，用粗砂石、黃石、木炭等逐次打磨，將凹凸不平的藍釉磨平，最後用木炭、刮刀將沒有藍釉的銅線、底線、口線刮平磨亮。

### 鍍金
將磨平、磨亮的景泰藍經酸洗、去汙、沙亮後，放入鍍金液糟中，使用通電手續，讓黃金貼附在沒有上釉藥的金屬胎身上。鍍金的目的是為了讓金屬胎身不會腐蝕生鏽，且也具有使器物增加光亮如新、金碧輝煌的感覺。最後再經水洗沖淨乾燥處理後，一件斑斕奪目的景泰藍就完成了。

## 發展

### 興盛原因
中国人发明了景泰蓝之後，在短期內能有這樣的成就，主要原因是當時中國已具備了鑄銅等冶金技術及玻璃、琉璃的製作知識，且懂得控制鍛燒的溫度，具有發展景泰藍的良好條件。且另一方面，琺瑯顯現出玉的溫潤、珠寶的光輝、瓷的細緻，滿足了中國人的多種愛好，所以帶動了景泰藍在中國的發展。

### 早期
到了快速發展的明朝時期，景泰藍造型端莊厚重，色釉宛如寶石般的晶瑩深沉、紋飾粗獷飽滿，色彩對比強烈、堅實、瑰麗，鍍金明亮金燦。而此時期的景泰藍製品多為仿古青銅器製品，例如鼎、盤這類的器具。這些成就與特點為以後的景泰藍的發展奠定了堅實的基礎。

### 近代
到了清代乾隆時期景泰藍又有了新的發展，不僅品種繁多，而且也會製作具有西洋風味的西方仕女杯碟這類的作品。而且琺瑯釉料從六七種發展到十幾種，使景泰藍的色調更加豐富典雅，工藝技術更加細膩精湛。到了晚清時期景泰藍從單純的宮廷藝術逐漸走向了民間（日常生活用品的大量製作）和國際市場。光緒至民國初的景泰藍作坊，有老天利、德興成、靜遠堂、志遠堂等。尤以老天利最有名，在1904年的美國芝加世界博覽會上，其景泰藍獲一等獎，這就使景泰藍的聲譽日益增高、身價倍增。

### 現代

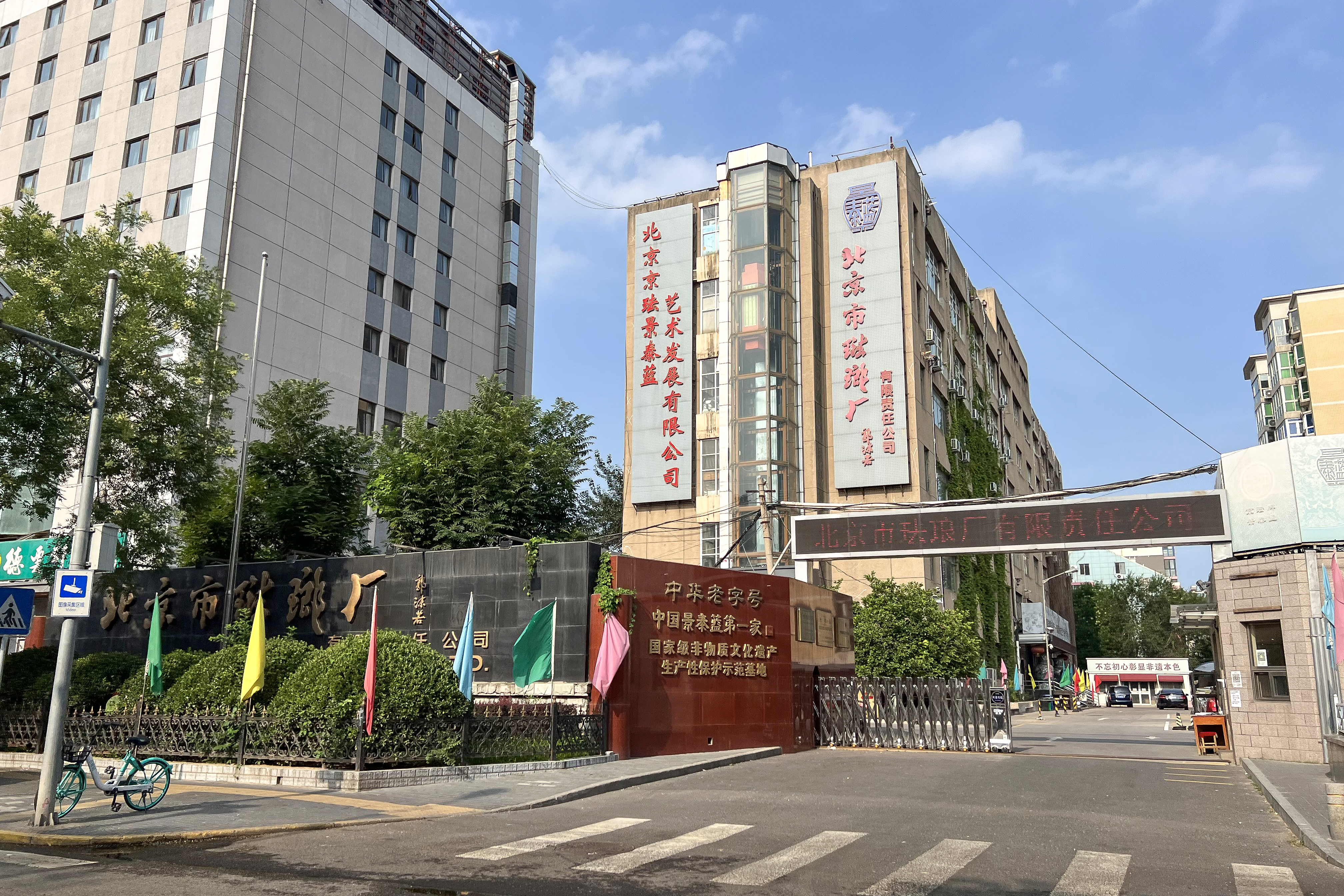
北京市珐琅厂

隨著景泰藍的不斷發展和市場的需要，一些實用產品、旅遊紀念品的景泰藍大量生產，新品種、新花色、新工藝不斷湧現。近幾年來景泰藍行業裏出現了脫胎景泰藍、銀胎景泰藍，畫琺瑯與掐絲琺瑯相結合的景泰藍、機制景泰藍、仿日本七寶燒的銀晶藍，以及多種工藝相結合的景泰藍。特別是“多工藝結合景泰藍”尤為突出。這是一種以景泰藍為主體，然後與牙雕、玉雕、木雕、漆藝以及花絲鑲嵌等工藝結合。
景泰蓝現主要產地是中國北京、深圳。其中北京景泰藍於2006年被列入中國國家級非物質文化遺產，登錄傳承人張同祿是國家級工藝美術大師，獲國內國際多項獎座，有「景泰藍一代宗師」、「中國景泰藍第一人」稱譽，開設「百工坊」工藝品設計工作室，與李佩卿合創「祿穎藍」釉藝工藝品公司。2006年作品《座龍花薰》以1100萬人民幣成交，創當代景泰藍拍賣的最高價紀錄；而首次結合歐洲風格與李佩卿共同設計的《吉祥計時儀》，於2008年入藏台北故宮博物院；另2012年由中國文化部中外首工美術館選出《鳥杯》等十大經典作品，與在「口述史」中最滿意與經典的《鳥杯》《吉羊寶燈》《孔雀屏燈》及《华冠萬年燈》等四件創作，其細腻的繪畫風格與技巧創新，為少數精通景泰藍創作藝術之人。另其同事李佩卿，獨自研發有粉彩景泰藍專利，素有「粉彩景泰藍第一人」稱譽的點藍能手，是中國當代首位以《蝶舞》《春妹》《魚韻》等作品，於美國、法國等國際工藝美術大展中榮獲「三金」獎項之人，《蝶舞》更於2013與2014年兩次獲邀法國「羅浮宮」展出，將景泰藍藝術帶入國際舞台。

## 外部連結
- 釉裡紅